# Tibú
Tibú – miasto w Kolumbii, w departamencie Norte de Santander.